# 王英 (1895年)

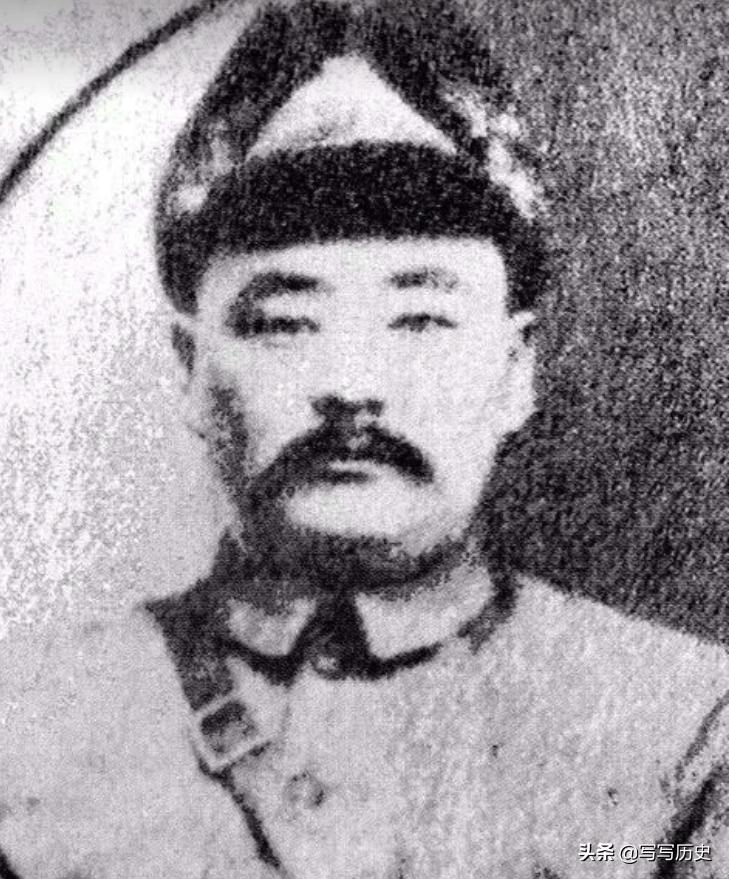
王英

王英（1895年—1950年11月4日），号杰臣，直隷省順德府邢台县（今河北邢台）人，绥远地区大地主王同春之子，曾为土匪，後为中华民国大陆时期军事将领。

## 生平

### 早期活動
王英為清末水利專家王同春之子，出生于河套一个特大地主家庭，排行老三。
18岁时，他从北京汇文中学毕业。
1920年（民国9年），他在綏遠都統馬福祥手下，任都統署参議及騎兵营营長。
1925年（民国14年），他任馮玉祥部五原、臨河騎兵团团長。同年秋，他任包寧護路司令兼綏遠省革命協会会長。
民国15年（1926年），他转投奉系，任奉系第三十一軍軍長，后来他转投閻錫山，任山西騎兵第4師師長。
1930年（民国19年）中原大战爆发，以山西骑兵副司令，随骑兵司令赵承绶前往河南参战。王英派他曾经的团长张忠元联络蒋介石，准备在前线率部反正。蒋介石委任王英为中央騎兵第3師師長。同年9月18日张学良率東北軍入關参战，赵承绶退入石家庄，王英请长假回天津，与晋系脱离关系，王英转赴沈阳，把冯阎两军情况汇报于张学良，帮助奉系顺利占领了平津与华北，张学良资助王英返回绥西，後于1931年正月十五抵达临河，开始居住於绥西。
1931年夏，冯玉祥策动雷中田发动政变推翻甘肃省政府代理主席马鸿宾，并劝诱王英从河套、苏雨生从彬县夹击宁夏。
1931年8月25日，随馮玉祥發動“雷马事变”，同年12月上旬被國民革命軍成功鎮壓。
1931年（民国20年）九一八事变爆发，王英被蒋介石任命为察北義勇軍司令。
1933年（民国22年）夏，馮玉祥在張家口组织察哈爾民众抗日同盟軍，王英在馮的手下任遊撃第1路司令（察北遊撃司令）。同盟軍解体後的同年冬，王英到蘭州，被任命为甘肅省政府参議。

### 大漢義軍
1935年（民国24年），王英投降日本，被梅津美治郎任命为大漢義軍司令，翌年11月，王英率大漢義軍和德穆楚克栋鲁普（徳王）、李守信率领的蒙古軍联合进攻綏遠。在綏遠省政府主席傅作義的反撃下，进攻失败（绥远抗战）。
1937年（民国26年）王英任綏西自治委員会委員長。
1939年（民国28年）11月，他任綏西自治聯軍总司令，形式上，王英是德穆楚克栋鲁普的部下，实际上却直接接受關東軍的命令。。其後，他和傅作義作战，但总体处于劣势
1945年（民国34年）8月15日日本投降後，王英率軍投降傅作義的國民革命軍第三十五軍，任騎兵第1集团軍总司令，其后调任第12战区騎兵第14纵队纵队長。
1946年（民国35年）秋，王英任北平的国民政府軍事委員会委員長北平行营高級参謀，此後，他任平蒲路剿共軍总司令。
1949年（民国38年）中華人民共和国成立後王英被人民政府逮捕。
1950年（民国39年）5月23日，北京市人民法院因汉奸罪与反革命罪判处死刑，因为王英不服，提起上诉，後最高人民法院也维持原判。11月4日，他在北京市被枪决，终年55歲。

### 文献
- 徐友春主編. . 河北人民出版社. 2007. ISBN 978-7-202-03014-1.
- 李泰棻《王英罪悪史》中国人民政治協商会議全国委員会文史資料研究委員会編. . 中国文史出版社. 1961.
- 劉寿林等 編. . 中華書局. 1995. ISBN 7-101-01320-1.